# Aria Giovanni

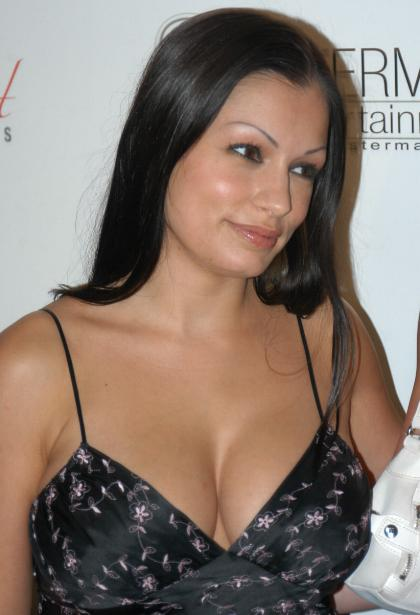
Aria Giovanni (2007)

Aria Giovanni (Los Angeles (Californië), 3 november 1977) is een Amerikaans (fetisj)model en pornoactrice. In september 2000 was ze Pet of the Month van het Amerikaanse blad Penthouse.

## Biografie
Giovanni is geboren in Californië, en groeide op in Orange County. Haar vader is van Italiaans-Joegoslavische afkomst, en haar moeder is van Frankrijk, Duits, Iers, en Native-American afkomst. In een interview heeft ze gezegd dat ze op 12-jarige leeftijd rehabilitatie heeft gehad voor drugs- en alcoholproblemen, voor 26 maanden. Tijdens haar tweede jaar in rehabilitatie, begon ze met middelbareschoollessen en heeft twee jaren voltooid. Nadat ze wegging van rehabilitie, is ze verdergegaan met de middelbare school.

## Carrière
Ze heeft een junior college bijgewoond in San Diego, met als hoofdvak biochemie, terwijl ze serveerde en onderwees in wetenschappen en wiskunde als bijverdiensten, heeft ze besloten om modellenwerk te gaan doen.
In 2001 speelde ze Monica Snatch in de film Survivors Exposed, een parodie van de Survivor tv-serie. Ze trad ook op in een episode van de TV Datingshow Shipmates op 16 november 2001.
Giovanni heeft geposeerd in bondage, fetisj, amateur, glamour en artistieke fotografie. Ze stond diverse keren op de cover van Hustler en heeft uitgebreid gewerkt met Andrew Blake, verschenen in Girlfriends, Aria, Blondes & Brunettes, Justine, Adriana en Naked Diva. Ze speelde in softcore pornofilms, hoewel de meeste van haar lesbische scènes alleen impliciet seksueel contact bevatten.
In oktober 2008 verscheen Giovanni in de eerste aflevering van James Gunns verkorte webvideoseries PG Porn, waar ze een rol speelde tegenover Nathan Fillion. Toen ze werd geïnterviewd over deze aflevering, claimde ze dat de kus met Fillion de eerste on-screenkus was met een man die ze ooit heeft gehad.
Giovanni trouwde in 2005 met de gitarist John 5, maar scheidde een jaar later van hem.

## Filmografie
- "PG Porn" - Amber Grimes (1 episode, 2008)
- World's Sexiest Nude Women (2007)
- Screen Dreams 2 (2007)
- Alabama Jones and the Busty Crusade (2005) - Luna
- Chloroformed Pin-Up Girls! (2004)
- Foot Worship Adventures! (2004)
- Office Girl Abductions! (2004)
- Meridians of Passion (2004) (ook producent)
- Mystique Presents H2Ohh (2004)
- Naked Diva (2004)
- Bubblegirls: Aria Giovanni (2004)
- Virtual Lap Dancers (2003) - Lap Dancer
- Adriana (2003)
- Girlfriends (2002)
- Thirteen Erotic Ghosts (2002) - Erotic Ghost
- Beach Blanket Malibu (2001)
- Survivors Exposed (2001) - Monica Snatch
- Blond & Brunettes (2001)
- Aria (2001/II)